# Kostenica (Bijelo Polje)
Pour les articles homonymes, voir Kostenica.
Kostenica (en serbe cyrillique: Костеница) est un village du nord-est du Monténégro, dans la municipalité de Bijelo Polje.

## Démographie

### Évolution historique de la population[1]
| 1948 | 1953 | 1961 | 1971 | 1981 | 1991 | 2003 |
| ---- | ---- | ---- | ---- | ---- | ---- | ---- |
| 269  | 358  | 367  | 229  | 166  | 169  | 133  |